# Laurent Akran Mandjo
Laurent Akran Mandjo (né le 5 novembre 1940 à Songon (village de Yopougon dans le district d'Abidjan) et mort le 25 août 2020 à Abidjan) est un prélat catholique ivoirien, évêque du diocèse de Yopougon de 1982 à 2015.

## Biographie
Il est ordonné prêtre le 11 juillet 1971 au sein de l'archidiocèse d'Abidjan par Bernard Yago. Il sert d'abord comme vicaire à Memni en 1971, puis au Plateau. De 1978 à 1982, il effectue ses études de droit canonique à l'université pontificale urbanienne à Rome, où il obtient un doctorat en droit canonique, grâce à une thèse intitulée L'éducation chrétienne des jeunes en Côte d'Ivoire à la lumière du magistère récent de l'Église.
À la création du diocèse de Yopougon le 8 juin 1982, il en est nommé premier évêque par le pape Jean-Paul II. Il est lors consacré le 18 septembre suivant par Bernard Yago, assisté de Justo Mullor García et Bernard Agré. Il est élu président de la Conférence des évêques catholiques de Côte d’Ivoire entre 2002 et 2008.
Laurent Akran Mandjo a pour devise : « Servir et non être servi », « Non ministrari Sed ministrare », citation tirée de l'évangile selon Matthieu (Mt, 20, 28).